# Leather Charm
Leather Charm bio je kratkotrajni američki hard rock sastav iz Downeyja, Kalifornije, poznat kao preteča Metallice. Grupa je tijekom nekoliko mjeseci 1981. godine svirala obrade pjesama novog vala britanskog heavy metala i vlastite skladbe.

## Povijest
Leather Charm nastao je u lipnju 1981. godine nakon raspada Phantom Lorda, garažnog sastava koji se sastojao od Jamesa Hetfielda, u vrijeme kad je živio sa svojim starijim bratom u Brei, Kaliforniji i nakon nepredviđene smrti njegove majke neko vrijeme pohađao srednju školu Brea Olinda High School, i gitarista Hugha Tannera. U novoj se skupini Hetfieldu i Tanneru pridružio Hetfieldov prijatelj iz djetinjstva i cimer Ron McGovney, a kasnije i bubnjar Jim Mulligan. Iako je Hetfield svirao gitaru u Phantom Lordu, u Leather Charmu bio je samo pjevač. Tannera je nekoliko mjeseci kasnije zamijenio gitarist Troy James.
Sastav je bio nadahnut novim valom britanskog heavy metala i svirao je obrade pjesama grupa tog glazbenog pokreta, među kojima su bile Diamond Head i Sweet Savage. Na članove je utjecao i Iron Maiden te su obradili njegovu skladbu "Remember Tomorrow".
Kad je Mulligan krajem 1981. napustio skupinu, Leather Charm se raspao i Hetfield je počeo surađivati s bubnjarom Larsom Ulrichom u novom sastavu, Metallici. Početkom sljedeće godine McGovney i gitarist Dave Mustaine upotpunili su Metallicinu prvu koncertnu postavu. Leather Charmova skladba "Hit the Lights" izvodila se na nastupima sastava uz ostale originalne skladbe te se na koncu pojavila na njegovom debitanstskom albumu, Kill 'Em Allu.